# Silvio Witt

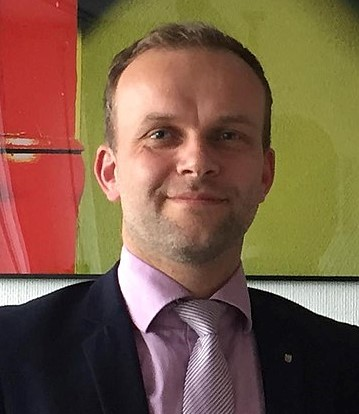
Silvio Witt (2017)

Silvio F. Witt (* 13. Mai 1978 in Neustrelitz) ist ein deutscher Politiker (parteilos). Er war von 2015 bis 2025 Oberbürgermeister von Neubrandenburg.

## Ausbildung und beruflicher Werdegang
Silvio Witt legte 1996 das Abitur am Sportgymnasium Neubrandenburg ab. Ab 1996 leistete er Zivildienst beim Pommerschen Diakonieverein in Züssow. Von 1997 bis 2000 ließ er sich bei der Sparkasse Mecklenburg-Strelitz in Neustrelitz zum Bankkaufmann ausbilden. Dort arbeitete er bis 2002 im Bereich Medien- und Öffentlichkeitsarbeit. Im selben Jahr begann er ein Studium für Internationales Handelsmanagement an der Hochschule Worms und der Wirtschaftshochschule Budapest in Ungarn, das er 2006 als Diplom-Betriebswirt abschloss. Von 2007 bis 2009 arbeitete Witt als Redakteur des Nordkuriers in Prenzlau und Demmin. Bis zu seiner Wahl als Bürgermeister war Silvio Witt selbständiger Unternehmer und führte sechs Jahre eine Agentur für Kommunikation, über die er Seminare, Textarbeiten und Beratung sowie Moderationen und Kabarett veranstaltete.

## Politisches Engagement
Von 1999 bis 2002 war Witt Gemeindevertreter in Groß Nemerow.

### Erste Amtszeit als Oberbürgermeister von Neubrandenburg (2015–2022)
Witt trat im Jahr 2015 als parteiloser Bewerber bei der Wahl zum Oberbürgermeister von Neubrandenburg an. Am 1. März 2015 gewann er mit 43,1 Prozent den ersten Wahlgang, Zweitplatzierter wurde Torsten Koplin (Die Linke) mit 26,8 Prozent, weitere Bewerber waren Diana Kuhk (CDU) und Michael Stieber (SPD). Bei der Stichwahl am 15. März erhielt Witt 69,7 Prozent der Stimmen; Koplin kam auf 30,3 Prozent. Die Wahlbeteiligung lag bei 42,1 Prozent. Witt wurde damit für eine Amtszeit von sieben Jahren gewählt.
Die Stadt Neubrandenburg konnte die im Jahr 2016 mit dem Land geschlossene Haushaltskonsolidierung vorzeitig beenden; mit 50 Millionen Euro war dabei das Land bei der Entschuldung mit eingesprungen. Der Schuldenberg der Stadt war bis 2014 auf 90 Millionen Euro angewachsen. Die Stadt musste viele eigene Sparmaßnahmen vornehmen.
Bei der Landratswahl im Landkreis Mecklenburgische Seenplatte im Jahr 2018 unterstützte Witt den Kandidaten der CDU, Heiko Kärger.

### Zweite Amtszeit als Oberbürgermeister von Neubrandenburg (2022–2025)
Am 16. Januar 2022 trat Silvio Witt zur Wiederwahl an. Gegen ihn kandidierte der von der Linkspartei aufgestellte Gunar Mühle. Unterstützt wurde Witt von der SPD und Mecklenburg-Vorpommerns Ministerpräsidentin Manuela Schwesig. Witt wurde mit 87,5 Prozent erneut zum Oberbürgermeister und somit für eine weitere Amtszeit von sieben Jahren gewählt; die Wahlbeteiligung lag bei 35,4 Prozent.
Im April 2022 wurden auf der ersten Stadtvertretersitzung nach Witts Wiederwahl von Renate Klopsch (Die Linke) in Vertretung des Stadtpräsidenten Dieter Stegemann (CDU) aus einem anonymen Brief Mobbingvorwürfe gegen Witt zitiert; der Nordkurier schrieb von einem „offenbar provozierten Eklat“. Der Antrag wurde gemeinsam von CDU, Linke und AfD vorgebracht. Die in den Vorwürfen genannte Mitarbeiterin bestätigte den Stadtvertretern, dass an den Vorwürfen nichts dran sei. Witt erstattete Anzeige gegen Unbekannt.
Im Juli 2023 veröffentlichte Witt auf der Website der Stadt Neubrandenburg einen Offenen Brief, nachdem die Regenbogenfahne am Neubrandenburger Bahnhof erneut von Unbekannten entfernt und durch eine Hakenkreuzfahne ersetzt worden war.
Am 10. Oktober 2024 kündigte Witt seinen Rücktritt vom Amt des Oberbürgermeisters von Neubrandenburg zum 1. Mai 2025 an. Am Tag zuvor hatte der Stadtrat, in dem seit der Wahl im Sommer 2024 die AfD stärkste Fraktion war und zwei rechtspopulistische Bürgerbewegungen antraten, mit den Stimmen der AfD-Fraktion, Mitgliedern des BSW, der Fraktion Projekt NB und der Bürger für Neubrandenburg beschlossen, dass die Regenbogenfahne nicht mehr am Bahnhof gezeigt werden darf. Witt begründete seine Rücktrittsankündigung später damit, sein privates Umfeld schützen zu wollen. Das Verbot der Regenbogenflagge habe am „Ende einer langen Kette von Ereignissen“ zu seinem Rückzug beigetragen. In der Neubrandenburger Stadtvertretung sei in den „vergangenen Jahren eine Stimmung kreiert und von allen Parteien zugelassen worden, die mit einer konstruktiven Zusammenarbeit nichts zu tun hat“.
Bei der Oberbürgermeisterwahl in Neubrandenburg im Mai 2025 unterstützte Witt den parteilosen Kandidaten Nico Klose, der in der Stichwahl mit 65,0 Prozent der Stimmen zum Oberbürgermeister gewählt wurde.

## Auszeichnungen
Witt erhielt im Juni 2021 das Ehrenkreuz der Bundeswehr in Gold. Witt, so die Begründung, habe in seiner Amtszeit die Zusammenarbeit mit der Bundeswehr auf eine neue Stufe gehoben und sich um die Verankerung der Panzergrenadierbrigade 41 „Vorpommern“ und der Bundeswehr in der Gesellschaft im höchsten Maße verdient gemacht.
Für sein Engagement in Sachen Brandschutz erhielt er im Mai 2025 die Ehrenmedaille des Deutschen Feuerwehrverbandes.

## Mitgliedschaften
Seit Frühjahr 2016 ist Silvio Witt Mitglied im Hauptausschuss des Deutschen Städtetages, seit Frühjahr 2019 zudem im Präsidium des Städtetages. Im November 2016 übernahm er den Vorsitz im Landesverband Mecklenburg-Vorpommern im Deutschen Bibliotheksverband, im November 2022 wurde er wiedergewählt. Witt ist Mitglied in zahlreichen Neubrandenburger Vereinen. Im Jahr 2019 übernahm er gemeinsam mit Ministerpräsidentin Manuela Schwesig (SPD) die Schirmherrschaft über den Christopher Street Day Neubrandenburg.

## Privates
Seit Mai 2017 ist Witt verheiratet.

## Veröffentlichungen
- [mit Joke Reichel:] Goethe auf der Fensterbank/Hemingway an der Theke. Gedichtband. edition Lesezeichen 2025, ISBN 978-3-948995-33-1.
- [mit Nico Klose:] Panzerfahrt. Gedichte und Kurzgeschichten. edition Lesezeichen 2025, ISBN 978-3-948995-31-7.
- [mit Joke Reichel:] Zwei deutsche Herren. Gedichtband. edition Lesezeichen 2024, ISBN 978-3-948995-24-9.
- Kostümverleih. Gedichtband. edition Lesezeichen 2023, ISBN 978-3-948995-16-4.
- Das Unternehmen Stadt oder wie man „den Laden zusammenhält“. In: Rainer Beutel, Johannes Winkel, Uwe Zimmermann: Handbuch Berufsbild Bürgermeister. KSV Wiesbaden 2021, ISBN 978-3-8293-1688-0.
- „Demokratie findet in den Kommunen statt.“ In: Norbert Zdrowomyslaw, Torsten Grundke, Lisa Vothknecht, Christian Wulf: Regionalwirtschaft kennen und gestalten. MV Verlag & Marketing GmbH, Greifswald 2021, ISBN 978-3-946096-10-8.
- „Neubrandenburg – Vielfalt findet Stadt.“ In: Wirtschaftsstandort Mecklenburg-Vorpommern. Europäischer Wirtschafts Verlag, Darmstadt 2018, ISBN 978-3-942517-39-3.